# ГЕС Фос-ду-Шапеко
ГЕС Фос-ду-Шапеко (порт. Usina Hidrelétrica Foz do Chapeco) — гідроелектростанція на південному сході Бразилії на межі штатів Санта-Катарина та Ріу-Гранді-ду-Сул. Знаходячись між ГЕС Іта (вище по течії) та ГЕС Сальто-Гранде (на кордоні Аргентини та Уругваю), входить до складу каскаду на річці Уругвай.
У межах проекту річку перекрили кам'яно-накидною греблею із асфальтовим ядром висотою 49 метрів, довжиною 548 метрів та шириною по гребеню 8 метрів. Вона утримує водосховище з площею поверхні 79,9 км2 та об'ємом 1502 млн м3 (корисний об'єм 74 млн м3), рівень поверхні якого в операційному режимі коливається між позначками 264 та 265 метрів НРМ, а максимальний рівень на випадок повені сягає 366,6 метра НРМ.
Зі сховища ресурс подається до машинного залу через лівобережний масив, де спершу прокладено два паралельні тунелі довжиною до 0,4 км кожен з перетином 18х18,2 метра, за якими починається канал довжиною до 0,7 км. Створення цих споруд потребувало виїмки 1,65 млн м3 в основному скельних порід. При цьому відстань між греблею та машинним залом по руслу Уругваю становить понад 18 км.
Машинний зал обладнали чотирма турбінами типу Френсіс потужністю по 217,1 МВт (загальна потужність станції 855 МВт), які при напорі 49,8 метра забезпечують виробництво 3,8 млрд кВт-год електроенергії на рік.
Під час спорудження станції для зведення греблі та дамб знадобилось 3 млн м3 скельних порід, крім того, було використано 18 тис. м3 асфальту, 700 тис. м3 бетону, 34,4 тис. тонн сталі, а також проведено виїмку 234 тис. м3 під час створення підземних споруд.